# Hanna Rudzka-Cybis
Hanna Rudzka-Cybis (ur. 25 lipca 1897 w Mławie, zm. 3 lutego 1988 w Krakowie) – polska malarka, jedna z reprezentantek koloryzmu (kapizmu), współzałożycielka Komitetu Paryskiego. Pierwsza kobieta na stanowisku profesorskim na Akademii Sztuk Pięknych w Krakowie. Żona malarza Jana Cybisa.

## Życiorys

### Dzieciństwo i młodość
Talent plastyczny Hanny Rudzkiej-Cybis już w dzieciństwie odkryła jej matka. Przyszła artystka w wieku 14 lat zaczęła pobierać prywatne lekcje rysunku u malarza Władysława Barwickiego (ucznia Wojciecha Gersona) oraz Henryka Wiercińskiego. Równolegle uczyła się w gimnazjum filologicznym w Lublinie.
W roku akademickim 1917/1918 rozpoczęła studia w Szkole Sztuk Plastycznych w Warszawie, w pracowni Miłosza Kotarbińskiego. Z powodu problemów finansowych po trzech latach musiała zrezygnować z dalszej nauki. Wkrótce z pomocą przyszedł jej krewny, Feliks Hilchen, dyrektor portu w Gdańsku. Dzięki niemu Rudzka-Cybis wróciła na studia artystyczne w 1921 roku w Akademii Sztuk Pięknych w Krakowie pod kierunkiem Ignacego Pieńkowskiego oraz Stanisława Dębickiego.

### Komitet Paryski
Od 1923 roku artystka uczyła się w pracowni Józefa Pankiewicza. Jedenastu uczniów Pankiewicza postanowiło kontynuować swoje poszukiwania artystyczne w Paryżu. Grupa ta zawiązała w 1923 roku Komitet Paryski, do którego należeli oprócz niej: Seweryn Boraczok, Jan Cybis, Józef Czapski, Józef Jarema, Artur Nacht-Samborski, Tadeusz Piotr Potworowski, Janina Przecławska-Strzałecka, Janusz Strzałecki, Marian Szczyrbuła, Dorota Seydenmann oraz Zygmunt Waliszewski. Od skrótu „KP” nazywano ich później kapistami. Wspólnie zbierali pieniądze na wyjazd, organizując wydarzenia artystyczne, bale czy loterie. Pomoc finansową otrzymali również od Stefana Laurysiewicza, kolekcjonera sztuki i przyjaciela Pankiewicza.
1 września 1924 roku członkowie Komitetu Paryskiego wyjechali do Paryża. W tym samym roku, jeszcze przed opuszczeniem Krakowa, artystka wzięła ślub z Janem Cybisem, kolegą ze studiów i jednym z kapistów. Wspólnie wynajęli pracownię przy Impasse du Rouet. Kapiści studiowali w paryskiej filii krakowskiej ASP pod kierunkiem Pankiewicza. Wyjeżdżali również w plenery na południe Francji, m.in. do La Ciotat (1925) oraz Collioure (1926). W międzyczasie w różny sposób zarabiali na swoje utrzymanie – Rudzka-Cybis w celach zarobkowych kopiowała na przykład obrazy takich artystów jak Peter Paul Rubens czy Paolo Veronese.

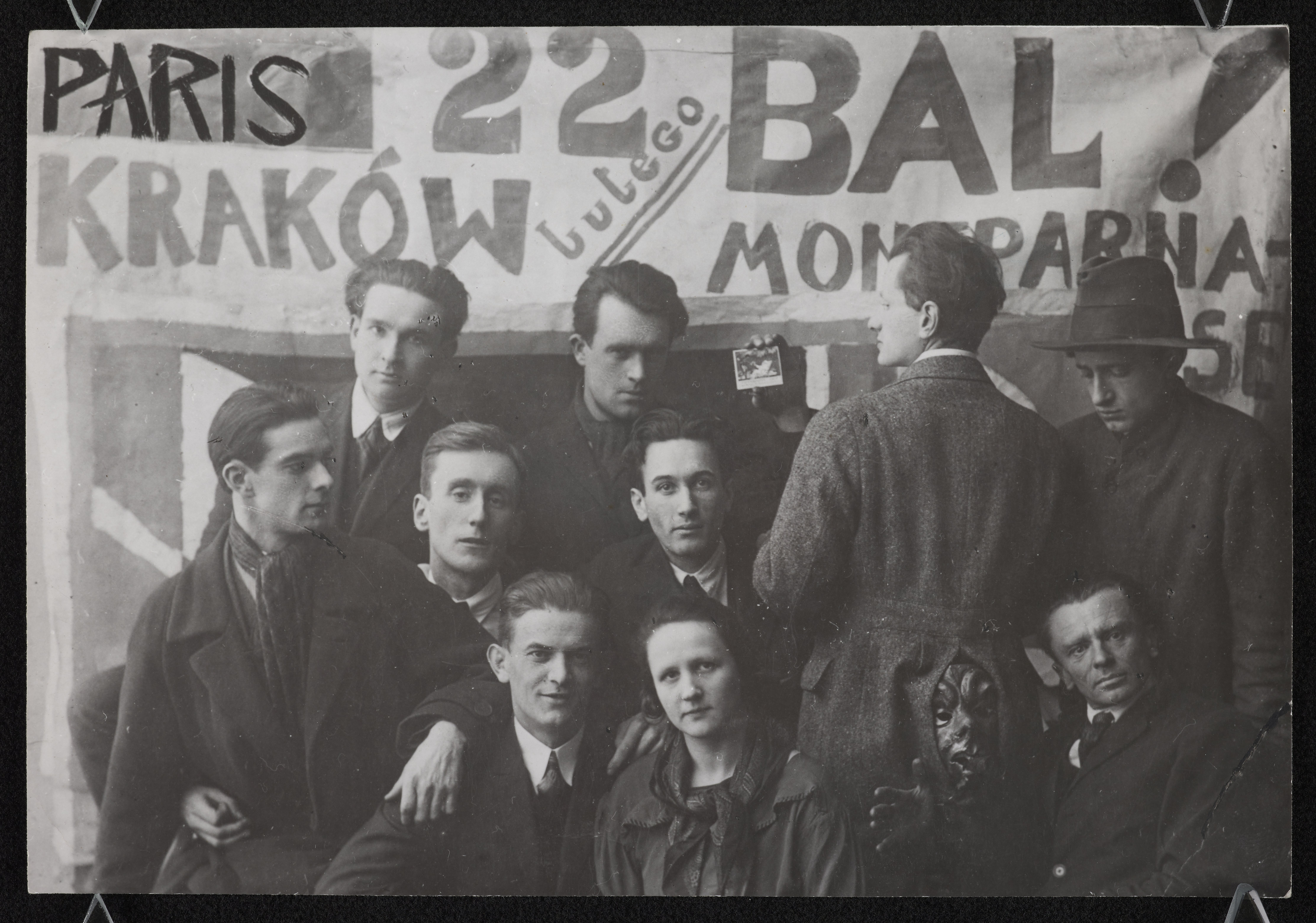
Członkowie grupy artystycznej Komitet Paryski w 1925 roku – widoczni m.in. Hanna Rudzka-Cybis (na dole po prawej) oraz Jan Cybis (na dole po lewej)

W 1931 roku artystka wzięła udział w pierwszej wystawie kapistów w paryskiej Galerie Zak, a następnie w Galerie Moos Genewie. W tym samym roku – po siedmioletnim pobycie w Paryżu – zdecydowała się na powrót do Polski (wraz z innymi członkami Komitetu Paryskiego).

### Dalsza kariera artystyczna
Po powrocie Rudzka-Cybis pokazała swoje prace na wystawie kapistów w Polskim Klubie Artystycznym zorganizowanej przez Karola Stryjeńskiego. W 1933 roku wróciła do Paryża, gdzie pozostała jeszcze dwa lata. Pierwsza indywidualna wystawa artystki odbyła się właśnie we francuskiej stolicy, w Galerie Renaissance. W tym czasie twórczość malarki zyskiwała coraz większe uznanie. W 1934 roku jej obrazy pokazywane na wystawie kapistów w Instytucie Propagandy Sztuki w Warszawie zostały zakupione przez Państwowe Zbiory Sztuki.
W latach 1937–1939 artystka prowadziła również wakacyjne kursy dla nauczycieli w liceum w Krzemieńcu. Jesienią 1937 roku wyjechała w podróż po Włoszech, w tym samym roku udała się również do Paryża, gdzie zwiedziła Wielką Wystawę Światową. W 1938 roku uczestniczyła w Wystawie Sztuki Polskiej w Carnegie Institute w Pittsburghu.
Rozwój kariery artystycznej Rudzkiej-Cybis przerwał wybuch wojny. Okres okupacji hitlerowskiej spędziła w Krakowie, gdzie w kawiarni Plastyków – wspólnie z Bronisławą Orkanową-Smreczyńską – zorganizowała Samopomoc Koleżeńską. W tym czasie malarka rozstała się z mężem. Pomagała też ukrywać się Dorocie Seydenmann.
Po wojnie włączyła się w odbudowywanie środowiska artystycznego. Współtworzyła Związek Polskich Artystów Plastyków, a w szczególności Krakowski Oddział ZPAP, którego została wiceprezeską (1945), a następnie prezeską (1948–1950). Rudzka-Cybis została również pierwszą w historii krakowskiej Akademii Sztuk Pięknych kobietą na stanowisku profesorskim – w 1945 roku została nominowana na profesor nadzwyczajną, a w 1956 na profesor zwyczajną katedry malarstwa. W kolejnych latach została najpierw prodziekanem (1959–1960), a następnie dziekanem (1960–1962) na Wydziale Malarstwa.
Artystka nie porzuciła również twórczości malarskiej. Regularnie wystawiała swoje prace oraz wyjeżdżała w podróże artystyczne za granicę, m.in. do Austrii, Szwajcarii oraz Francji. Została nagrodzona m.in. Krzyżem Komandorskim Orderu Odrodzenia Polski (1964), nagrodą I stopnia Ministra Kultury i Sztuki za całokształt twórczości (1965) oraz II Grand Prix International d’Art Contemporain przyznanym w Monte Carlo (1966).
Była sygnatariuszką listu osób protestujących przeciwko zmianom w Konstytucji Polskiej Rzeczypospolitej Ludowej (tzw. List 59) (podpisała go w styczniu 1976). 
Zmarła w 1988 roku w wieku 91 lat. Została pochowana na cmentarzu Rakowickim w Krakowie.

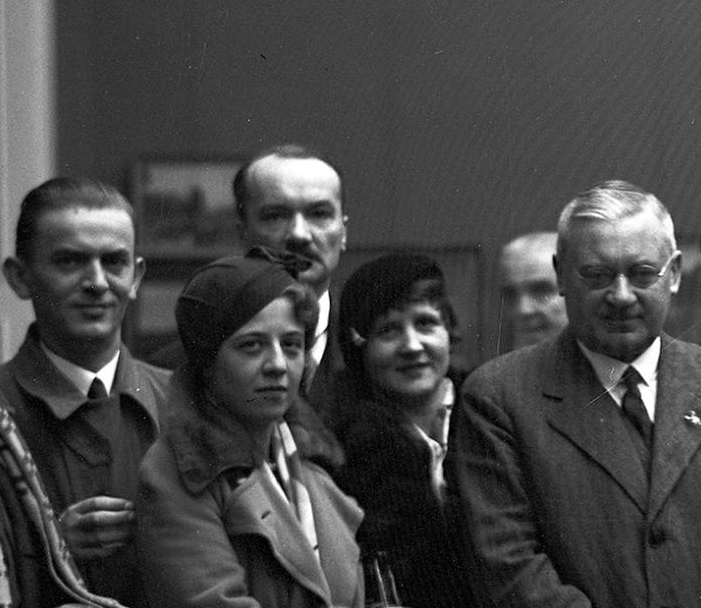
Uczestnicy otwarcia wystawy malarstwa i rzeźby członków Związku Zawodowego Polskich artystów Plastyków w Pałacu Sztuki Towarzystwa Przyjaciół Sztuk Pięknych w Krakowie w 1932 roku – na fragmencie fotografii widoczni od lewej: Jan Cybis, nieznana osoba, Eugeniusz Geppert, Hanna Rudzka-Cybis, Adolf Szyszko-Bohusz

## Charakterystyka twórczości
Irena Kossowska na łamach portalu Culture.pl charakteryzowała malarstwo Hanny Rudzkiej-Cybis w następujący sposób: 
Zaliczana jest, obok Jana Cybisa, do czołowych i najbardziej typowych przedstawicieli nurtu kolorystycznego. Jej sztuka odzwierciedlała w pełni malarską doktrynę kapistów wywodzącą się z francuskiego postimpresjonizmu i skupioną na morfologii obrazu; w martwych naturach i pejzażach relacje między przedmiotami dostarczały artystce pretekstu do rozwijania barwnych harmonii, smakowania kolorystycznych zestrojów i analizowania efektów fakturowych. Pulsującą tkankę barw świetlistych i dźwięcznych organizowało w obrazach Rudzkiej stosowanie kontrastu tonów ciepłych i zimnych.
Jak pisze Anna Markowska, malarka „swoje obrazy sygnowała najczęściej «H. Rudzka C.», czasem «H. Rudzka Cybis», nie używając formy «Cybisowa»”.
20 listopada 1978 dzieła Hanny i Jana Cybisów przekazano Muzeum Historycznemu w Sanoku. Obrazy malarki znajdują się również m.in. w Muzeum Narodowym w Warszawie, Muzeum Narodowym w Krakowie oraz Muzeum Narodowym w Poznaniu.

## Ordery i odznaczenia
- Krzyż Komandorski Orderu Odrodzenia Polski (1964)[9][2]
- Medal 10-lecia Polski Ludowej (28 lutego 1955)[10]

## Nagrody i wyróżnienia
- Nagroda Państwowa II stopnia za twórczość malarską w minionym 10-leciu (1955)[11]
- Nagroda miasta Krakowa[2]
- Dyplom na wystawie w Indiach (1960)[2]
- Grand Prix na wystawie w Monaco (1966)[2]